# Oktoberforeningen
Oktoberforeningen betegner en dansk politisk alliance 1865-1870 mellem "store og små bønder", dvs. godsejere og bønder. Alliancen stod i opposition til det nationalliberale embedsborgerskab i de større byer.
Bøndernes leder, J.A. Hansen, sikrede uden modydelser regeringschefen, grev C.E. Frijs, flertal for den stærkt konservative "gennemsete" Grundlov af 1866. Denne grundlov styrkede Landstinget og udløste forfatningskampen mellem Venstre og Højre indtil Systemskiftet 1901.
Foreningen dannedes som en politisk modvægt mod de nationalliberale og skulle i øvrigt "befordre Velvillie og gensidig Tiltro imellem større og mindre Landejendomsbesiddere". Dannelsen af ministeriet Frijs, i hvilket ingen af Bondevennernes førere fik sæde, svækkede imidlertid snart den ny alliance, og grundlovskampen, under hvilken forbindelsen med godsejerne anvendtes som et kraftigt agitationsmiddel mod de J.A. Hansen'ske bondevenner, virkede i samme retning, og striden om fæstespørgsmålet fuldbyrdede adskillelsen. 31. juli 1870 opløstes foreningen, som kun i den første del af sin tilværelse kan siges at have haft virkelig betydning.